# Colline Braemar
 (juin 2018).

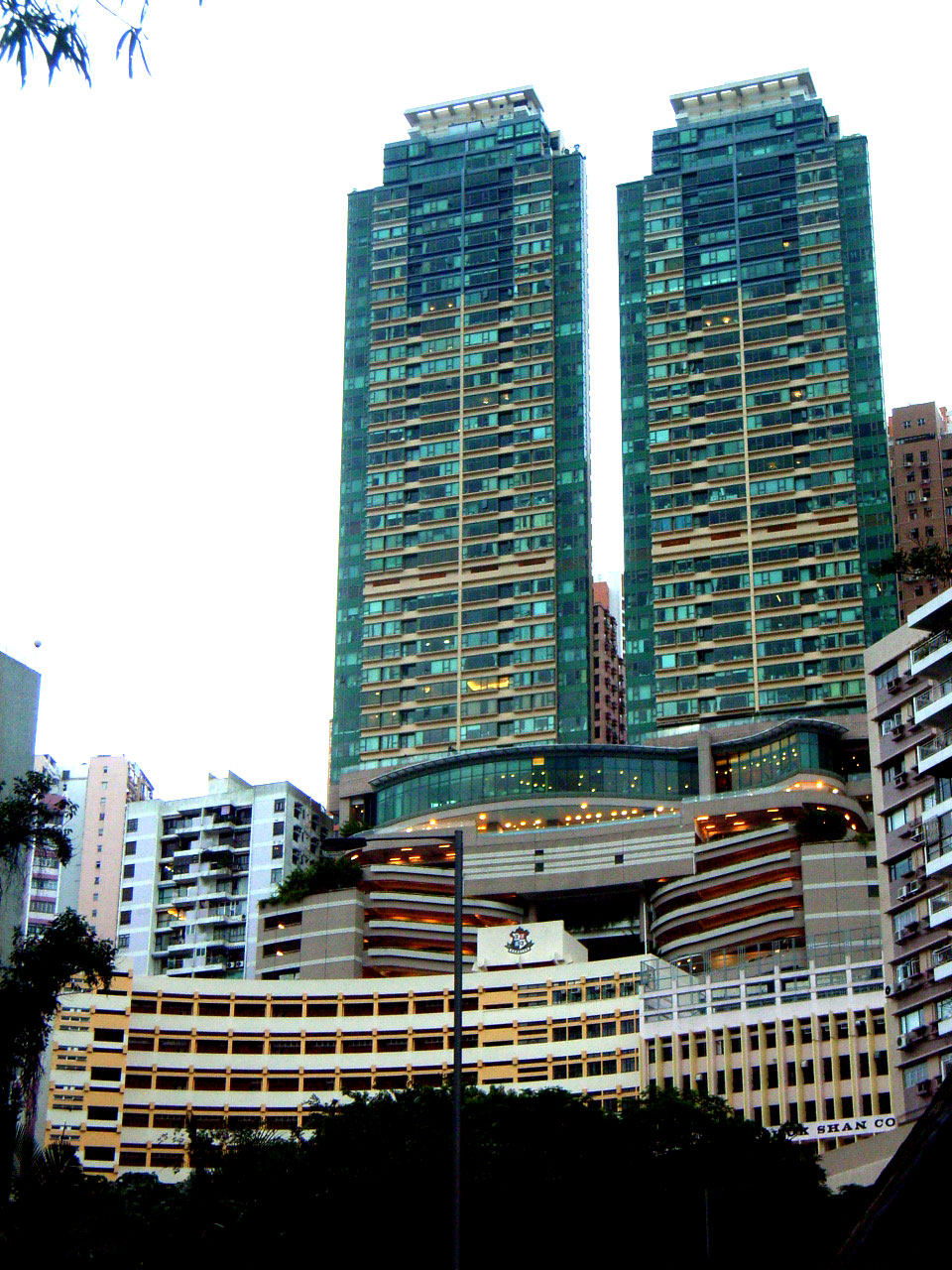
Propriété résidentielle et Cheung Chuk Shan College sur la Cloud View Road (雲景道)

La colline Braemar (en chinois : 寶馬山, en anglais : Braemar Hill) est une colline au sud de North Point sur l'Île de Hong Kong. La colline a probablement été nommée ainsi d'après le nom du village écossais de Braemar par les officiels britanniques.
Le quartier est essentiellement résidentiel. Choi Sai Woo Park est un parc de loisirs sur la colline. Un établissement d'enseignement supérieur privé, Hong Kong Shue Yan University, ainsi que la Chinese International School sont situés à proximité du sommet de la colline. En plus de son grand potentiel résidentiel, ce quartier abrite beaucoup d'écoles, dont certaines sont plutôt renommées à Hong Kong. 
Les meurtres de la colline Braemar (Braemar Hill murders (en)) ont eu lieu ici le 20 avril 1985.

## Lotissements
- Tempo Court (天寶大廈)
- Ho King View (豪景)
- Braemar Hill Mansions (賽西湖大廈)
- Sky Horizon (海天峰)
- Pacific Palisades (寶馬山花園)
- Kingsford Garden (瓊峯園)
- Wilshire Towers (慧雅閣)
- Braemar Heights
- Maiden Court (萬德閣)
- Broadview Terrace (雅景臺)
- Evelyn Towers (雲景台)
- Seaview Garden (海景台)
- Summit Court (雲峰大廈)
- Hilltop Mansion (峰景大廈)
- Hanking Court (恆景園)
- Coral Court (珊瑚閣)
- Sky Scraper (摩天大廈)
- Flora Garden (富麗園)
- Beverley Heights (富豪閣)
- Oxford Court (豐林閣)
- Viking Villas (威景臺)

Panorama de Hong Kong à partir d'un poste d'observation sur la colline Braemar

En raison de son emplacement et du prix des habitations, le quartier de Braemar est considéré comme appartenant à la haute bourgeoisie.

## Transport

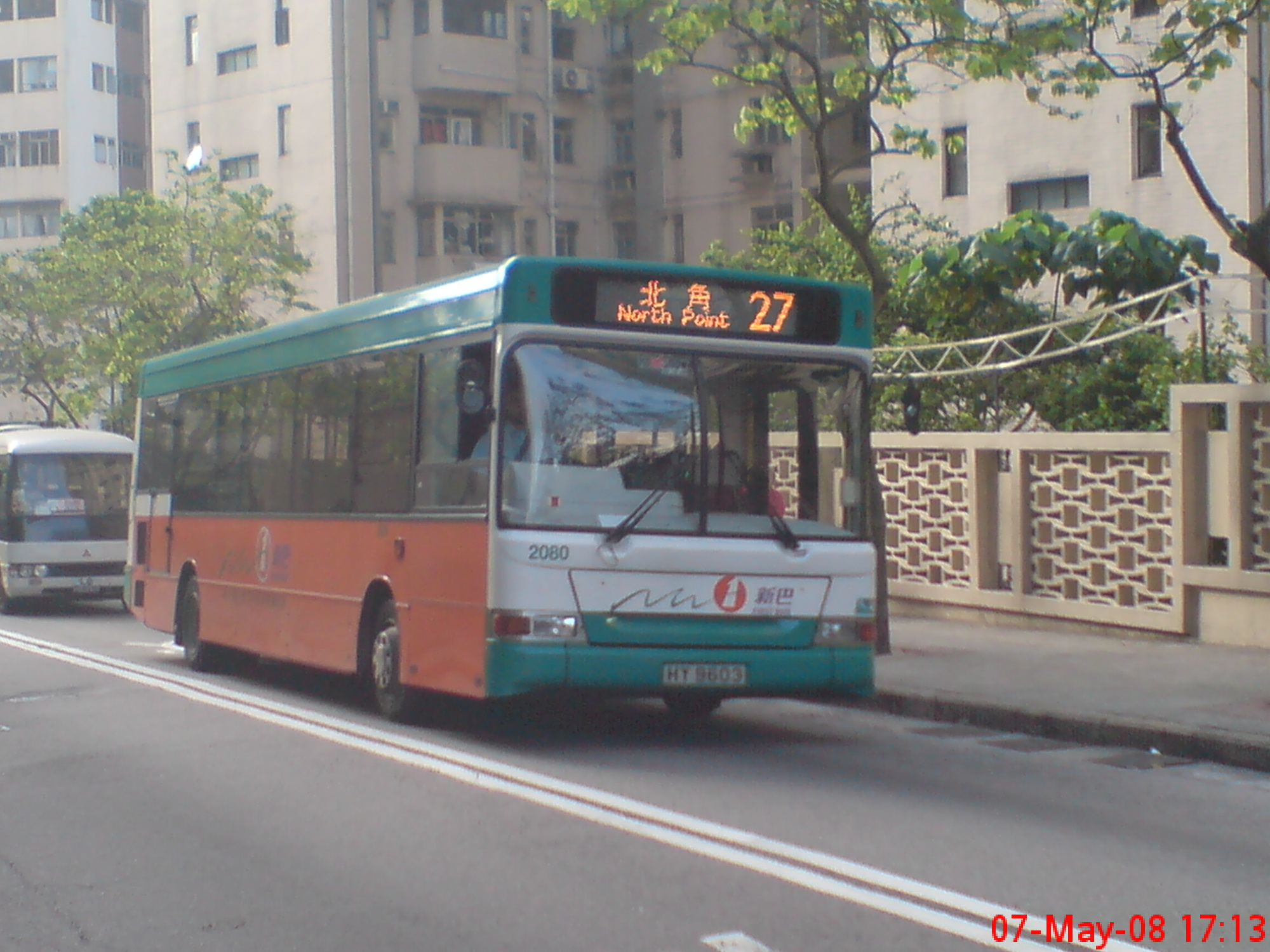
La ligne de bus 27

### Bus
- 23B vers Park Road (indirect)
- 25 vers Central Ferry Piers (indirect)
- 25A vers Wan Chai Hong Kong Convention and Exhibition Centre New Wing (indirect )
- 27 vers North Point Pier
- 41A de North Point Pier vers Wah Fu Estate (via Braemar Hill)
- 81A de Hing Wah Estate vers Lai Tak Estate (via Braemar Hill)
- 81S de Siu Sai Wan (Harmony Garden)
- 85 vers Island Resort (indirect)
- 85A vers Shau Kei Wan (indirect)
- 85P vers Island Resort
- 108 vers Kai Yip

### Minibus
- 25 vers Causeway Bay Paterson Street
- 49M vers Tin Hau Station

## Collines voisines
- Mont Parker
- Poste d'observation de Jardine